# Jean-Baptiste Gérard (député)
 (juillet 2025).
Jean-Baptiste Gérard, né le 22 septembre 1735 à Bayonne et décédé le 3 juin 1815 à Dreux, homme politique français, député aux États généraux de 1789.

## Biographie
Propriétaire à Saint-Domingue, il est élu par la province du Sud.

## Sources
- Ressource relative à la vie publique :   - Base Sycomore
- « Jean-Baptiste Gérard (député) », dans Adolphe Robert et Gaston Cougny, Dictionnaire des parlementaires français, Edgar Bourloton, 1889-1891 [détail de l’édition]